# 深圳科学技术馆
深圳科学技术馆是深圳市的一家科技、科普为主题的博物馆。2025年5月1日开馆。是深圳科学馆的异地升级项目，也是深圳市“新时代十大文化设施”之一。建筑造型被称为“大飞船”。

## 概况
建筑主体由扎哈·哈迪德建筑事务所与华阳国际设计集团共同设计，形似大飞船。建筑外表皮由95888块不同形态的不锈钢面板组成，包括平板、单曲面、双曲面等形式。工程团队经过三年的研究，让建筑外墙不锈钢面板实现了从‘星云蓝’到‘幻影灰’的金属渐变过渡。
馆内常设展厅面积3.5万平方米，由科技展示区、科普影院区、创新实践区、科技交流区、公众服务区、业务管理区、科普公园区等七大功能区组成。室外平台与地铁光明站融为一体。

## 历史
2019年12月，正式定址光明科技园，正式动工。
2023年12月16日，开始通电并交付运营方装修入场。
2025年5月1日，开馆。

## 图库

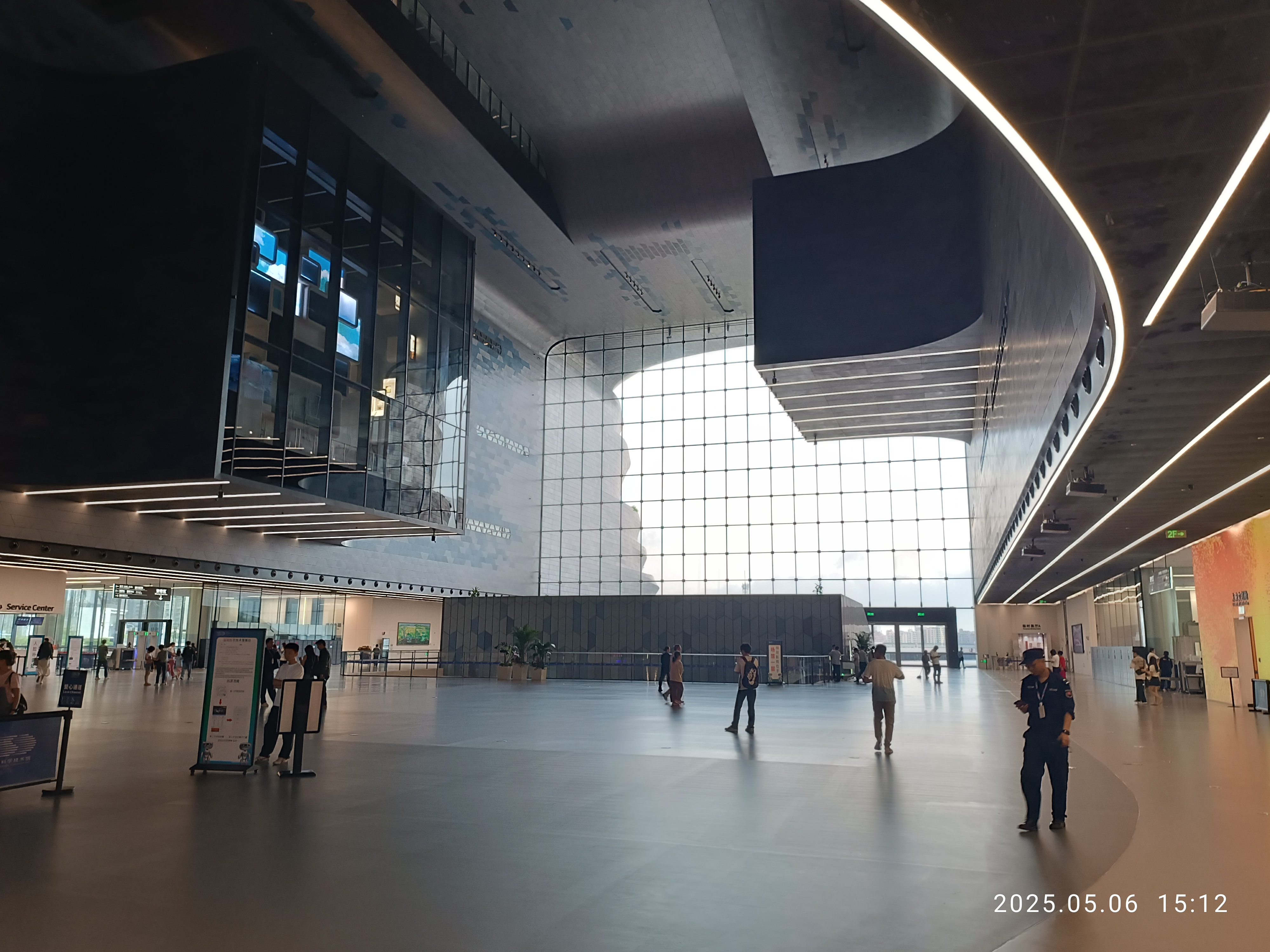
大厅
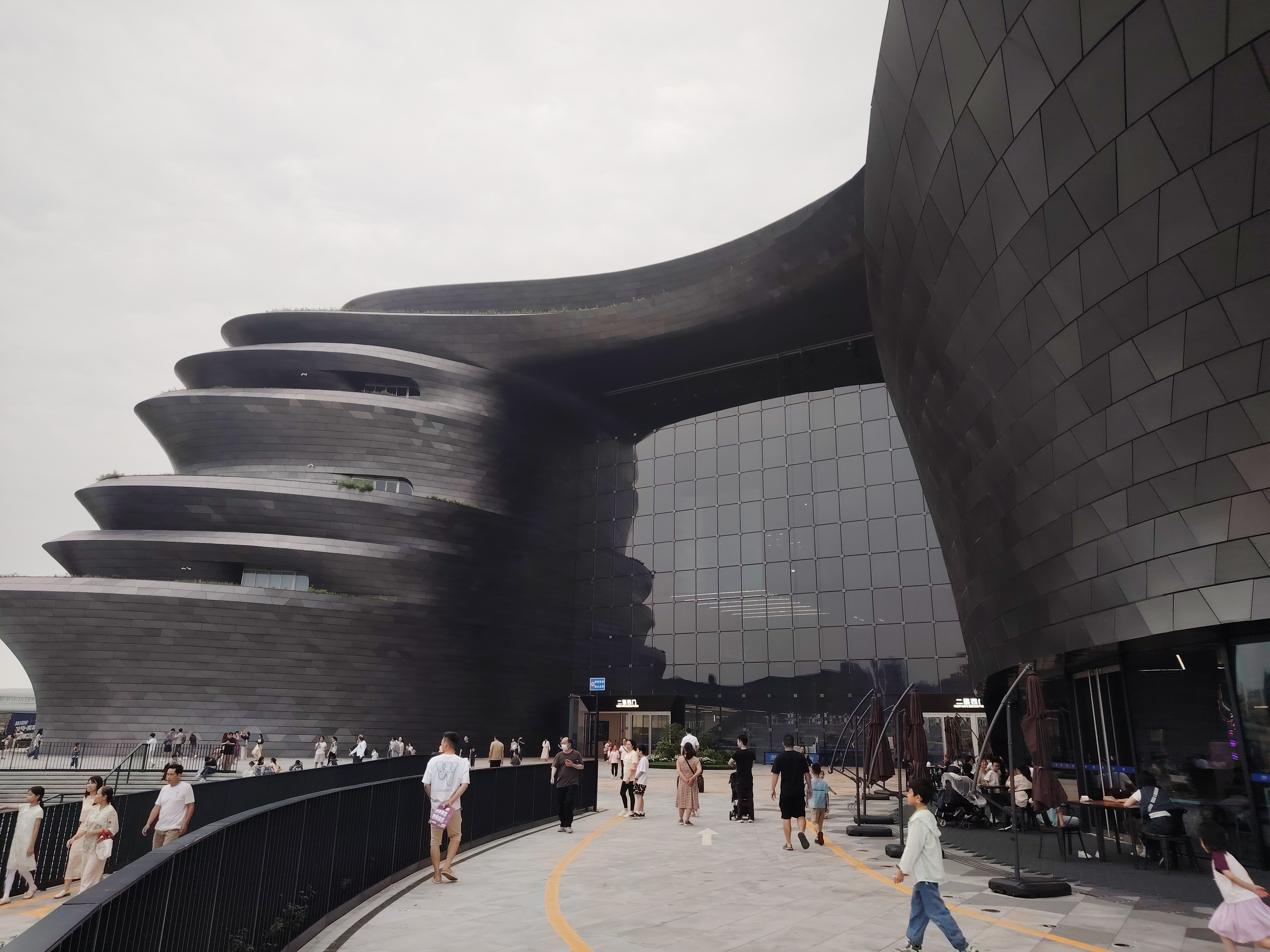
后部
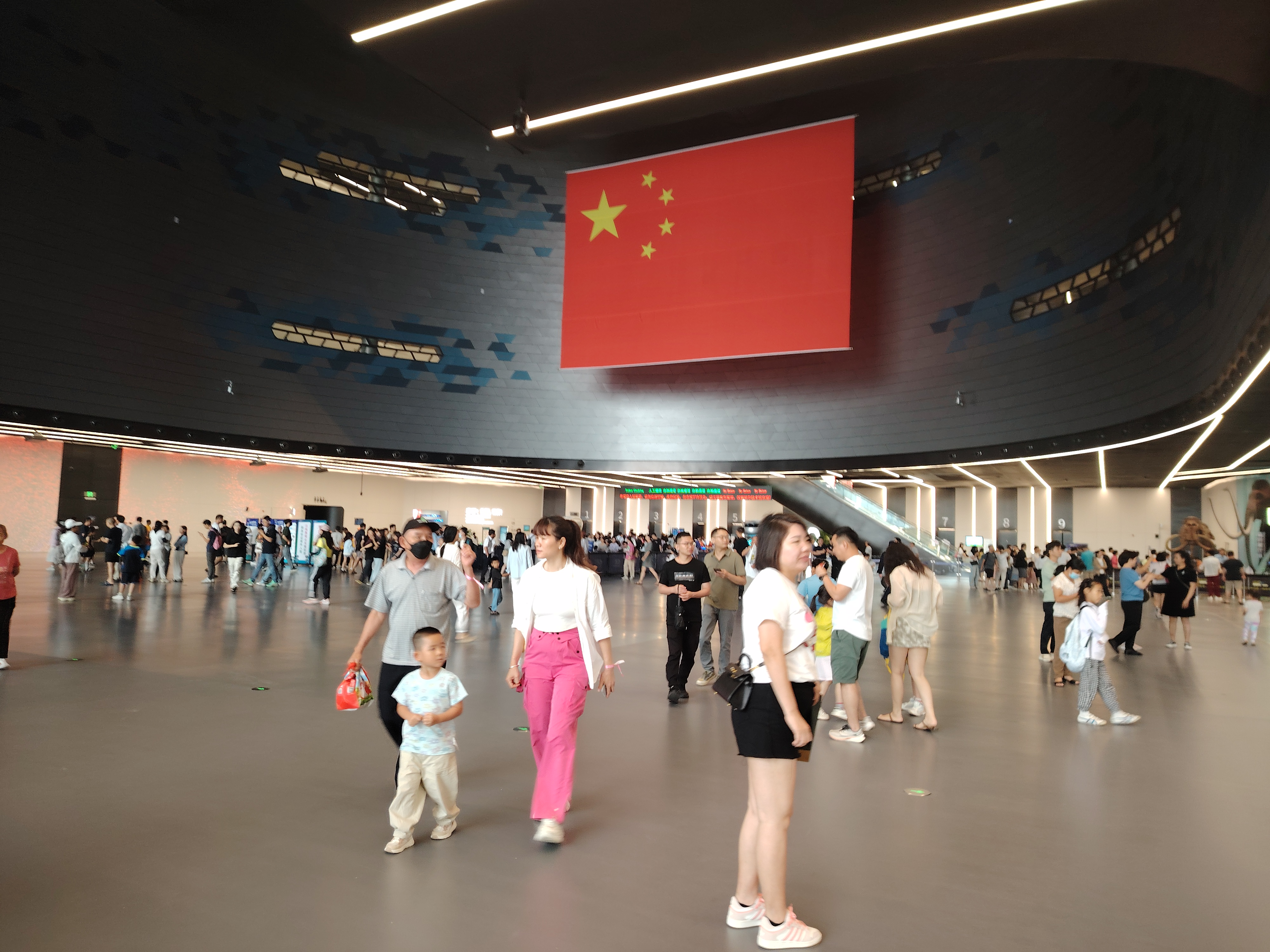
大厅内测，悬挂一面巨型五星红旗